# Земля до начала времён
«Земля до начала времён» (англ. The Land Before Time) — американо-ирландский приключенческий мультипликационный фильм режиссёра Дона Блута, выпущенный в США 18 ноября 1988 года компанией Universal Pictures. Пятнадцатая картина (вторая анимационная), выпущенная Lucasfilm. Исполнительными продюсерами фильма стали Стивен Спилберг, Джордж Лукас, Кэтлин Кеннеди и Фрэнк Маршалл. Мультфильм повествует о судьбе пяти детёнышей динозавров, живущих в фэнтезийной версии доисторической Земли. Главным героем мультфильма является молодой бронтозавр Литтлфут, который ищет легендарную Великую Долину — место, которое травоядные динозавры считают настоящим раем. По пути туда он встречает ещё четверых малышей-динозавриков: трицератопса Сэру, зауролофа Даки, птеродактиля Питри и стегозавра Спайка.
«Земля до начала времён» получил положительные отзывы от кинокритиков и имел коммерческий успех в США: за первый уик-энд мультфильм заработал более семи с половиной миллионов долларов, а общие кассовые сборы в США составили более 48 миллионов долларов. Студия Universal выпустила целую серию полнометражных мультипликационных фильмов с участием героев этого мультфильма, к которым, однако, Блут, Спилберг и Лукас уже не имели никакого отношения, а также одноимённый мультсериал.
Это единственный в серии мультфильм, который был выпущен в кинотеатрах, и единственный, в котором главные герои не поют.

## Сюжет
На земле динозавров начинается засуха, и несколько стад отправляются на поиски оазиса, названного Великой Долиной, — места, в котором достаточно еды и воды для всех травоядных динозавров. В небольшом стаде «длинношеих», также ищущих Великую Долину, рождается детёныш, которому дают имя Литтлфут. Из всего стада остались только его мама, бабушка и дедушка. Чтобы выжить, им приходится постоянно путешествовать в поисках пищи. У Литтлфута никогда не было друзей, и это расстраивало его так же сильно, как и постоянная нехватка еды.
Однажды Литтлфут встречает маленького «трёхрога» Сэру. Но как только они собрались поиграть вместе, появляется отец Сэры и со словами «трёхрогие не играют с длинношеими» останавливает их. Мать Литтлфута позже объясняет ему, что есть разные виды динозавров: «трёхрогие», «длинношеие», «шипохвосты», «пловцы» и «летуны», и каждый должен придерживаться своего рода. Также она говорит ему, что когда они доберутся до Великой Долины, там будет много таких, как они.
Через какое-то время Литтлфут и Сэра снова встречаются и начинают играть друг с другом, однако вскоре на беззащитных детёнышей нападает неожиданно появившийся Острозуб. Когда он почти ловит их, появляется мать Литтлфута и вступает в неравную схватку с Острозубом, а Сэра и Литтлфут пытаются скрыться. В это же время начинается землетрясение, в результате чего открывает глубокое ущелье, в которое падает Острозуб, а Литтлфут и Сэра оказываются разделены со своими семьями. Литтлфут находит свою мать умирающей от ран, полученных в схватке с Острозубом. Она говорит сыну, что теперь ему придётся искать Великую Долину одному, и даёт совет — на пути к цели внимательно прислушиваться к тому, что говорит сердце.
Подавленный и расстроенный смертью своей матери, Литтлфут встречает старого Землекопа, который успокаивает его, говоря, что его мама всегда будет рядом с ним, если он будет помнить то, чему она его научила. Позже Литтлфут слышит голос своей матери, который подсказывает ему, как найти Великую Долину: он должен пройти через скалу, похожую на шею динозавра, и горы, извергающие огонь. На своем пути он в очередной раз встречает Сэру и предлагает ей искать Великую Долину вместе, но она отказывает ему: «трёхрогим не нужна помощь длинношеих».
Литтлфут снова оказывается один и расстраивается ещё сильнее из-за слов Сэры, однако вскоре он приходит к маленькому пруду, у которого он встречает «пловчиху» (самку зауролофа) Даки, которая тоже осталась одна. Даки присоединяется к Литтлфуту в его путешествии. Вместе они встречают «летуна» (птеродактиля) Питри, который, как ни странно, не умеет и боится летать.
Тем временем Сэра пытается найти Великую Долину одна. Она спускается в ущелье и находит там Острозуба, потерявшего сознание от падения. Думая, что он мёртв, она бьёт его, но в это время он просыпается. Испуганная Сэра убегает прочь. Этой же ночью Сэра случайно встречается с Литтлфутом и его двумя новыми друзьями. Она рассказывает им про то, что Острозуб жив, но Литтлфут отказывается ей верить. Когда Сэра рассказывает о своей встрече с Острозубом (при этом преувеличивая свою храбрость), она случайно подбрасывает Даки в воздух, и та падает на спрятанное яйцо «шипохвоста». Из яйца вылупляется детёныш, которому Даки дает имя Спайк. Даки приводит Спайка в группу, и впятером они отправляются на поиски Великой Долины.
Во время поисков голодные детёныши натыкаются на рощу, но, когда они собираются подойти к ней, появляется стадо голодных диплодоков и съедает с деревьев почти всю листву. Разыскивая уцелевшую листву, Литтлфут с друзьями находят одно небольшое дерево, на котором ещё остались листья. Им удаётся добраться до еды, встав друг другу на плечи и стряхнув всю листву с дерева на землю. Сэра всё это время держится в стороне от остальных ребят, однако ночью, следуя примеру остальных, ложится спать рядом с Литтлфутом, чтобы согреться и не быть одной.
Утром на детёнышей нападает Острозуб, но им удаётся убежать, прошмыгнув через туннель в скале, слишком узкий для него. За туннелем они видят скалу, похожую на шею динозавра, о которой говорила мама Литтлфута, а затем и горы, извергающие огонь. Сэра теряет терпение и обвиняет Литтлфута в том, что он ведёт их неправильной дорогой, чем провоцирует его на драку. Устав и проголодавшись, она решает найти более лёгкий путь в Долину. Даки, Спайк и Питри идут за ней, оставляя обидевшегося на них Литтлфута одного. Однако на самом деле путь Сэры оказывается очень опасным: Даки и Спайк едва не угодили в лаву, а Питри чуть не утонул в смоляной яме. Литтлфут возвращается, чтобы спасти их. Вскоре они находят Сэру, которую преследуют трое разъярённых пахицефалозавров. Друзьям удаётся спасти Сэру, измазавшись смолой и напугав её преследователей. Не в силах признаться, что она пошла неправильной дорогой, Сэра убегает от них в слезах.
Позже, пересекая озеро, Питри замечает Острозуба, ищущего их. Литтлфут понимает, что Острозуб будет гнаться за ними до самого конца, и решает утопить его, заманив на глубокую часть озера, а затем скинув на него большой камень со скалы. Динозаврикам удается заманить Острозуба в ловушку, используя Даки в качестве приманки, но Литтлфут и Спайк оказываются недостаточно сильными, чтобы сбросить камень, что ставит жизнь Даки под угрозу. Питри решает отвлечь Острозуба, бросая в него камень, но сам падает со скалы прямо на Острозуба. Находясь в смертельной опасности, Питри впервые в жизни удаётся взлететь. Когда Острозуб начинает карабкаться на скалу, ребятам кажется, что их план провалился, но Сэра возвращается к группе, чтобы помочь друзьям сбросить в воду камень, на который уже забрался Острозуб. Падая вниз, Острозуб цепляет Питри зубами и тащит его на дно вместе с собой. Друзья начинают оплакивать смерть Питри, но ему всё-таки удаётся выбраться.
В финале фильма динозаврики находят Великую Долину и встречают там своих родственников.

## Персонажи
Литтлфу́т (англ. Littlefoot, «Крошки-Ножки») — главный герой мультфильма. Литтлфут — апатозавр, единственный детёныш в своей семье, у него есть только мама, бабушка и дедушка. Но его мать погибает при землетрясении после битвы с тираннозавром Острозубом. Когда землетрясение отрывает его от выживших бабушки и дедушки, а мать погибает, он вынужден самостоятельно искать путь в Великую Долину, ориентируясь по солнцу. Поначалу он расстраивается из-за смерти матери, перестаёт есть и пить, становится апатичным, но всё-таки отправляется в дорогу. В пути он сталкивается с другими детёнышами динозавров, которые впоследствии становятся его друзьями.
Сэ́ра (англ. Cera) — детёныш трицератопса. Сэра — первая из детёнышей, с кем встречается Литтлфут. Она очень резвая, всегда всё делает наперекор. Первое время она постоянно ссорится с Литтлфутом, пытается доказать ему свою правоту. Но она выбрала неверный путь к Великой Долине, за что чуть не поплатилась жизнью — её спасли остальные.
Да́ки (англ. Ducky) — детёныш зауролофа, как указывает официальный сайт фильма, хотя некоторые критики ошибочно называли её эдмонтозавром или гадрозавром. Очень оптимистична и весела. С ней Литтлфут сталкивается уже после встречи с Сэрой. Даки удается взбодрить Литтлфута, когда тот не может оправиться после смерти матери. После этого они вместе идут искать Великую Долину. По размерам Даки очень мала. Часто повторяет фразу «да-да-да» (в оригинале «yep, yep, yep»). Была первой, кто обнаружил Спайка, когда тот начал вылупляться. Впоследствии была приманкой для Острозуба, когда друзья решились избавиться от тираннозавра раз и навсегда.
Пи́три (англ. Petrie) — детёныш птеродактиля. Из-за наличия крупного выроста на голове (которых не было у птеродактилей) его иногда путают с птеранодоном. С ним сталкиваются Литтлфут и Даки, когда Литтлфут пытается попробовать листья неизвестного дерева, а оттуда на него сваливается Питри. В начале Питри не умеет летать и очень боится даже пробовать, но надеется научиться. Летать у него получается во время убийства Острозуба. Питри по размерам почти такой же, как Даки, но несколько меньше. Он самый пугливый и нервный из всех детёнышей. В конце фильма, когда друзьям удается утопить Острозуба, тираннозавр тянет Питри за собой, но тому удаётся спастись.
Спайк (англ. Spike) — детёныш стегозавра. Последний, с кем сталкивается Литтлфут, хотя Даки находит его первая, когда сам Спайк только начинает вылупляться. Спайк — самый крупный из всех детёнышей. Он довольно прожорлив и ленив, медлителен, плохо разговаривает. Имя Спайк ему даёт Даки, и с момента первой встречи они держатся вместе. Когда друзья достигают Великой Долины, Спайк становится членом семьи Даки, поскольку сам остался сиротой.

## Роли озвучивали
| Актёр          | Роль                              |
| -------------- | --------------------------------- |
| Гэбриэл Деймон | Литтлфут                          |
| Кэндис Хатсон  | Сэра                              |
| Джудит Барси   | Даки                              |
| Уилл Райан     | Питри                             |
| Хелен Шейвер   | мама Литтлфута                    |
| Билл Эрвин     | дедушка Литтлфута                 |
| Пэт Хингл      | рассказчик / землекоп             |
| Фрэнк Уэлкер   | Спайк / Острозуб, пахицефалозавры |
| Берк Бирнс     | отец Сэры                         |

«Земля до начала времён» — единственный мультфильм франшизы, в котором Гэбриэл Деймон озвучивает Литтлфута, Джудит Барси — Даки, Уилл Райн — Питри, Берк Бирнс — отца Сэры, а Билл Эрвин — дедушку Литтлфута. Также это единственный фильм Дона Блута 1980-х годов, в котором не принимал участие Дом Делуиз.

## История создания
Рабочее название фильма — «The Land Before Time Began». Работа над мультфильмом происходила на студии Sullivan Bluth в Дублине. Изначально выход фильма был запланирован на осень 1987 года, но производство и дата выпуска были отсрочены на год из-за переезда студии.
Компания Amblin Entertainment предложила создать фильм о динозаврах, считая, что он будет пользоваться популярностью у детей. Спилберг хотел сделать доисторическую версию диснеевского «Бэмби», в которой рассказывалась бы история взросления и выживания маленького динозаврика. Позже в сюжет добавили ещё несколько детёнышей динозавров. Было решено написать для фильма «добрый и светлый» сюжет о пяти динозаврах разных видов, действующих сообща. Спилберг и Лукас первоначально хотели, чтобы у фильма не было диалогов, как в мультфильме «Фантазия», но затем отказались от этой идеи, решив использовать актёров озвучивания, чтобы сделать фильм более доступным для детей. С развитием сюжета в сценарий решили добавить идею о преодолении сегрегации между разными видами динозавров: детёныши, которых учили общаться только с представителями своего вида, должны забыть о своих различиях и начать помогать друг другу, чтобы выжить. Перед созданием фильма авторы провели исследование, посетив музеи естествознания в Нью-Йорке, Лос-Анджелесе и Смитсоновском институте. Художники должны были создать правдоподобный пейзаж и животных. Аниматоры сделали более 600 фоновых изображений для фильма. Работа над мультфильмом официально началась летом 1986 года.
Литтлфут («Littlefoot») вначале был назван «Thunderfoot», но потом стало известно, что в детской книге «Трицератопсы» уже было такое имя. В середине процесса создания мультипликации Лукас предложил переделать мальчика-трицератопса по имени Бамбо в девочку Сэру. На создание Спайка Дона Блута вдохновил внешний вид его собаки чау-чау по кличке Каби. Сын Спилберга хотел, чтобы Питри говорил голосом Диджит из мультфильма «Американский хвост», и в итоге Уилл Райан, озвучивший Диджит, был приглашен на озвучку Питри. Изначально планировалось сделать Питри главным героем мультфильма, однако Джудит Барси, озвучившая Даки и полюбившаяся всей студии за свою любимую фразу «да-да-да» («yep, yep, yep»), отодвинула его на второй план.
Во время создания лента была серьёзно отредактирована и урезана. Стивен Спилберг и Джордж Лукас сочли, что некоторые сцены в картине чересчур мрачные и будут сильно пугать маленьких детей. «Это слишком страшно. Дети будут плакать, а родители сердиться. Нам это не нужно», — говорил Спилберг относительно некоторых сцен фильма. Около 11 минут видеозаписи, в общей сложности 19 полностью прорисованных сцен были удалены из финальной версии, чтобы получить рейтинг G вместо PG. Бо́льшую часть вырезанного составляли сцены нападения тираннозавра и сцены, в которых герои мультфильма находятся в смертельной опасности. Некоторые крики динозавров были переозвучены более спокойными голосами. Также был сильно изменён финал — изначально был смонтирован вариант, в котором Литтлфут, поссорившись с компанией и уйдя от них, видел призрак матери, который приводил его в Великую Долину, после чего Литтлфут возвращался обратно, чтобы помочь друзьям. В отличие от других сцен, финал было решено изменить уже тогда, когда он был полностью нарисован и озвучен, но средств и времени на перерисовку и переозвучку уже не было, из-за чего видеоряд был просто перемонтирован, что в итоге породило несколько графических и сюжетных дыр. Хотя Дон Блут был недоволен изменениями и настаивал на том, чтобы в фильме присутствовали все сцены, в итоге он согласился на шестидесятидевятиминутную версию, одну из самых коротких в его творчестве. Весь вырезанный материал сегодня считается утраченным.
Сцену смерти матери Литтлфута показали психологам, после отзывов которых создатели решили добавить новый персонаж — Землекопа, чтобы смягчить эмоциональный удар.

## Саундтрек
Саундтрек для мультфильма был написан Джеймсом Хорнером и выпущен 21 ноября 1988 года. Единственная вокальная композиция в фильме, «If We Hold on Together», была спета Дайаной Росс и была выпущена как сингл в январе 1989. В Японии «If We Hold on Together» стала хитом. У этой песни также существует альтернативная версия, спетая Арией Курзон и Энди Макэфи. Эта версия песни была выпущена на DVD диске The Land Before Time Sing Along songs в 1997 году, а также была встроена в плюшевую игрушку, представляющую собой Даки и Сэру, обнимающих друг друга. По воспоминаниям Энди, песня играла, если игрушке надавливали на ногу.
| №  | Название                                   | Длительность |
| -- | ------------------------------------------ | ------------ |
| 1. | «The Great Migration»                      | 7:52         |
| 2. | «Sharptooth And The Earthquake»            | 10:35        |
| 3. | «Whispering Winds»                         | 9:03         |
| 4. | «If We Hold On Together»                   | 4:10         |
| 5. | «Foraging For Food»                        | 7:18         |
| 6. | «The Rescue/Discovery Of The Great Valley» | 12:46        |
| 7. | «End Credits»                              | 6:22         |

## Релиз
18 ноября 1988 года фильм «Земля до начала времён» был выпущен на видеокассетах и лазердисках. Широкий показ фильма в кинотеатрах США стартовал в тот же день. По всему миру доход фильма составил 84 460 846 долларов, из них 48 092 846 долларов (56,9 %) составили сборы в США. В США в первый уик-энд лента заняла первое место со сборами в 7 526 025 долларов, опередив при этом такие фильмы, как «Детские игры» (5 202 675), «Эрнест спасает Рождество» (4 841 057) и анимационный фильм «Оливер и компания» студии Уолта Диснея (4 022 752). В свой второй уик-энд фильм «Земля до начала времён» опустился на второе место после фильма «Новая рождественская сказка». 30 апреля 1997 года мультфильм был выпущен на DVD компанией Universal Pictures Home Entertainment.
«Земля до начала времён» — единственный мультфильм франшизы, демонстрировавшийся в кинотеатрах. Все последующие части выходили сразу на видео.
| Страна         | Название                                       | Дата выхода           | Примечание                             |
| -------------- | ---------------------------------------------- | --------------------- | -------------------------------------- |
| США            | The Land Before Time                           | 18 ноября 1988 года   |                                        |
| Япония         | リトルフット                                   | 18 марта 1989 года    |                                        |
| Франция        | Le Petit Dinosaure et la Vallée des merveilles | 21 ноября 1989 года   |                                        |
| ФРГ            | In einem Land vor unserer Zeit                 | 22 ноября 1989 года   |                                        |
| Бразилия       | Em Busca do Vale Encantado                     | 22 июня 1989 года     |                                        |
| Ирландия       | The Land Before Time                           | 28 июля 1989 года     |                                        |
| Великобритания | The Land Before Time                           | 28 июля 1989 года     |                                        |
| Португалия     | Em Busca do Vale Encantado                     | 28 июля 1989 года     |                                        |
| Австралия      | The Land Before Time                           | 21 сентября 1989 года |                                        |
| Дания          | Landet for længe siden                         | 13 октября 1989 года  |                                        |
| Перу           | Pie pequeño en busca del valle encantado       | Декабрь 1989 года     |                                        |
| Финляндия      | Maa aikojen alussa                             | 8 декабря 1989 года   |                                        |
| Швеция         | Landet för längesedan                          | 15 декабря 1989 года  |                                        |
| Италия         | Alla ricerca della valle incantata             | 24 декабря 1989 года  |                                        |
| Великобритания | The Land Before Time                           | 20 августа 1993 года  | Переиздание                            |
| Франция        | Le Petit Dinosaure et la Vallée des merveilles | 17 апреля 2002 года   | Переиздание                            |
| Канада         | The Land Before Time                           | Июль 2010 года        | Международный кинофестиваль «Fantasia» |
| Франция        | Le Petit Dinosaure et la Vallée des merveilles | 24 июня 2015 года     | Переиздание                            |

## Признание

### Рецензии и рейтинги
| Рейтинги                  | Рейтинги        |
| Издание                   | Оценка          |
| ------------------------- | --------------- |
| Empire                    | [ 24 ]          |
| Radio Times               | [ 25 ]          |
| The Philadelphia Inquirer | [ 9 ]           |
| TV Guide                  | [ 10 ]          |
| Chicago Tribune           | [ 26 ]          |
| Time Out                  | [ 27 ]          |
| Sci-fi Movie Page         | [ 28 ]          |
| Chicago Sun-Times         | [ 29 ]          |
| Mohave Daily Miner        | (положительная) |
| New York Times            | (положительная) |
| The Washington Post       | (положительная) |
| People                    | (отрицательная) |

На обобщающем критические отзывы ресурсе Rotten Tomatoes из 30 рецензий 70 % положительные, только девять рецензий отрицательные.
На кинопортале IMDb рейтинг фильма 7,2 на основании 54 тыс. голосов.
Дженет Маслин из New York Times отметила, что Блут имеет тенденцию делать своих персонажей «чрезмерно милыми», но мультфильму «Земля до начала времен» это пошло на пользу. Вэнди Миллер, обозреватель Mohave Daily Miner, посчитала персонажей мультфильма «милыми», но в то же время не слишком сентиментальными. Они напомнили ей Лягушонка Кермита, Смелого Льва и Люси ван Пельт. Также она отметила, что актёры озвучивания делают персонажей менее банальными и более оригинальными. В заключении своей рецензии Миллер назвала фильм «Земля до начала времен» «замечательным фильмом для всей семьи». В The Motion Picture Guide 1989 Annual писали, что «Земля до начала времен» больше похож на классические фильмы Уолта Диснея, чем выпущенный в том же году «Оливер и компания». Хэл Хилсон из Washington Post посчитал фильм занимательным, но недостаточно хорошим, чтобы быть названным классикой.
Дэймон Вайз из Time Out дал фильму 6 звёзд из 10 возможных, написав, что от Дона Блута он рассчитывал увидеть более смелый фильм. Он также отметил, что мультфильм может быть недостаточно познавательным для детей, поскольку динозавров в нём называют не их научными названиями. В интернет-журнале Sci-fi Movie Page фильму поставили 2 балла из 5, заявив, что «„Земля до начала времен“ не слишком отличается от обыкновенных субботних телешоу для детей». В этой рецензии количество сиквелов к фильму было названо «чрезмерным». М. Кит Букер в своей книге «Дисней, Pixar и второй смысл детских фильмов» назвал мультфильм «непримечательным», хотя и отметил, что за счет своей основной сюжетной линии он стал настоящим хитом для детей.
Ян Войцик-Эндрюс в книге «Детские фильмы: история, идеология, педагогика, теория» определил то, что он видел в фильме, как аллюзии на христианские верования. По его мнению, Литтлфут является «избранным», поскольку он единственный ребёнок в своем стаде, а значит — его единственная надежда на будущее. Также идея о Литтлфуте, ведущем своих друзей к Великой Долине, показалась ему похожей на кальвинистское вероучение о том, что души могут спастись, только если будут следовать за Христом и противиться искушениям, которые будут встречаться им на пути. Саму Великую Долину он сравнил с Эдемом.

### Номинации
| Год  | Премия        | Категория                                        | Результаты |
| ---- | ------------- | ------------------------------------------------ | ---------- |
| 1990 | Сатурн        | Лучший фэнтези-фильм                             | Номинация  |
| 1989 | Молодой актёр | Лучшая семейная мультипликация или фэнтези-фильм | Номинация  |